# Ivan Zaffron
Ivan Zaffron auch Zoffran (* 8. Juni 1807 in Korčula (Cursola), Kroatien, damals Kaisertum Österreich; † 16. September 1881 in Korčula) war ein römisch-katholischer Priester und Bischof von Dubrovnik.

## Leben
Ivan Zaffron wurde am 2. September 1832 durch den Bischof von Dubrovnik Antonio Giurico zum Priester geweiht.
Mit kaiserlichem Dekret vom 13. November 1862 wurde er zum Bischof von Šibenik ernannt. Diese Ernennung bestätigte Papst Pius IX. am 22. September 1863. Konsekriert wurde er am 15. November 1863 durch den Bischof von Split-Makarska, Marco Calogerà. Am 13. Februar 1872 ernannte ihn Kaiser Franz Joseph I. zum Bischof von Dubrovnik; dies wiederum bestätigte Papst Pius IX. am 29. Juli 1872. Als Bischof von Dubrovnik war er, gemäß apostolischem Schreiben vom 12. September 1839 von Papst Gregor XVI. auch Apostolischer Administrator des Bistums Trebinje-Mrkan. Er war Konzilsvater des Ersten Vatikanischen Konzils. 
Bischof Ivan Zaffron starb im Alter von 74 Jahren in Dubrovnik und wurde in seiner Heimatstadt Korčula beigesetzt.